# Милоје Рајковић
Милоје Рајковић (? — 12. октобар 1915, Забела код Пожаревца) био је један од 1300 каплара, борац ђачке јединице. Погинуо је код Забеле 12. октобра 1915. приликом одбијања немачког напада.